# Битва при Чихори (1463)
Битва при Чихори в 1463 году — битва между последним царем объединенной Грузии Георгием VIII и восставшим против него эриставом Имеретии, Багратом IV.  

### Предыстория

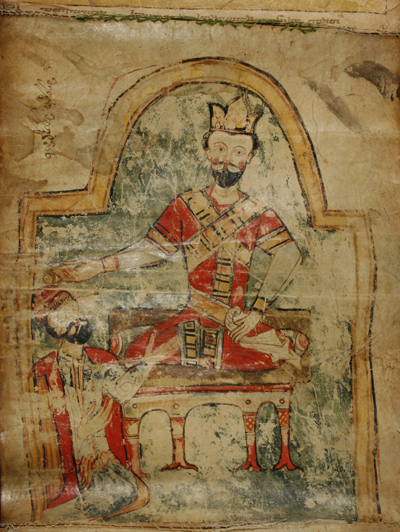
Последний царь объединенной Грузии, царь Георгий VIII

Во время правления Георгия VIII завершился длительный процесс дробления единой феодальной монархии Грузии на региональные царства. Первым от единого царства откололся регион Самцхе-Сатабаго. В Западной Грузии с претензией на царствование выступил эристави Баграт IV, объявивший войну Георгию.

### Итог сражения
Битва стала кульминацией ожесточенной и продолжительной внутренней борьбы за гегемонию в Грузии, которая началась после непродолжительного правления Вахтанга IV (1442-1446) и в конечном итоге закончилась распадом единого Грузинского царства.
Западные грузинские князья объединились в мощную коалицию, последовав за родственником Георгия VIII, эриставом Багратом, и встретили царскую армию на поле битвы у Чихори. Георгий потерпел поражение, после чего бежал в Кахетию и стал первым царем Кахетии, образовав Кахетинский (позднее - Картли-Кахетинский Царский Дом династии Багратионов), а Баграт был коронован царем Имеретии в Кутаиси, создав тем образом Имеретинский Царский Дом (также Багратионы). Но в обмен на помощь феодалов, новый Имеретинский царь был вынужден учредить княжества для каждого из четырех своих главных союзников. Отныне Геловани стали править независимо в Сванетии, Шарвашидзе в Абхазии, Дадиани в Мегрелии, а князья Варданидзе-Гуриели в Гурии стали править как мтавары.  
Бой произошел возле села Чихори.